# (36952) 2000 SM266
2000 SM266 (asteroide 36952) é um asteroide da cintura principal. Possui uma excentricidade de 0.04777050 e uma inclinação de 5.57999º.
Este asteroide foi descoberto no dia 26 de setembro de 2000 por LINEAR em Socorro.